# Manchúria

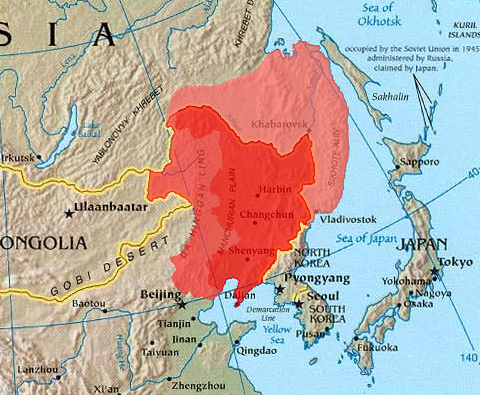
Mapa da Manchúria com a parte central colorida em vermelho (nordeste da China); a Mongólia Interior oriental, a oeste, em um tom de vermelho ligeiramente mais claro; e a Manchúria Exterior, ao nordeste, em rosa.
vermelho escuro
vermelho médio
vermelho claro

Manchúria é um termo que se refere a uma região no nordeste da Ásia, abrangendo toda a atual região nordeste da China e, historicamente, partes do Extremo Oriente russo moderno, frequentemente chamadas de Manchúria Exterior. Sua definição pode variar em extensão geográfica:
- No sentido restrito, refere-se às três províncias chinesas de Heilongjiang, Jilin e Liaoning.
- Em um sentido mais amplo, inclui também as prefeituras do leste da Mongólia Interior, como Hulunbuir, Hinggan, Tongliao e Chifeng, coletivamente conhecidas como Nordeste da China.
- No sentido histórico mais abrangente, abarca as regiões citadas anteriormente, além da bacia do rio Amur, partes das quais foram cedidas ao Império Russo pela dinastia Qing, liderada pelos manchus, durante a Anexação de Amur (1858–1860). As partes cedidas aos russos são conhecidas como Manchúria Exterior ou Manchúria Russa, que incluem a atual província de Amur, o Krai de Primorsky, o Oblast Autônomo Judaico, o sul do Krai de Khabarovsk e o extremo oriental do Krai de Zabaykalsky.

O nome Manchúria é um exônimo de origem japonesa derivado do endônimo "Manchu". A história do termo "Manchúria" (Manzhou) como topônimo na China é controversa: alguns estudiosos acreditam que nunca foi usado na China, enquanto outros apontam para seu uso no final do século XIX. Durante a dinastia Qing, a área era conhecida por nomes como Guandong (Leste do Passo) ou pelas Três Províncias, referindo-se a Fengtian, Heilongjiang e Jilin. O termo Manchúria foi inicialmente utilizado pelos japoneses no século XVIII ou XIX antes de se disseminar na Europa. Ele foi promovido pelo Império Japonês para justificar a existência de seu estado fantoche, Manchukuo.
Embora o termo ainda seja usado, alguns estudiosos o tratam com cautela ou evitam seu uso devido à sua associação com o colonialismo japonês. Na China, o termo é rejeitado devido a sua conexão com o imperialismo japonês e conotações étnicas. Por isso, as áreas anteriormente consideradas parte da Manchúria são simplesmente chamadas de Nordeste. Os termos Três Províncias e Nordeste também foram utilizados pelos japoneses, paralelamente ao uso de Manchúria, até o Incidente de Mukden em 1931.
A região é lar de diversos grupos étnicos, incluindo os manchus, mongóis, coreanos, nanai, nivkhs e ulchs. Muitos dos antigos reinos coreanos foram estabelecidos nessa área, que também é o lar ancestral dos jurchens, falantes de línguas tungúsicas e antepassados dos manchus.

## Fronteiras
Atualmente, o termo Manchúria é mais comumente associado às três províncias chinesas de Heilongjiang, Jilin e Liaoning. O antigo estado fantoche japonês, Manchukuo, também incluía as prefeituras de Chengde (hoje parte de Hebei) e de Hulunbuir, Hinggan, Tongliao e Chifeng (agora na Mongólia Interior).
Durante a dinastia Qing, a região referida como Manchúria incluía ainda Krai de Primorsky, o Oblast Autônomo Judaico, as partes meridionais do Oblast de Amur e do Krai de Khabarovsk, além de uma região do Krai de Zabaykalsky. Esses territórios foram reconhecidos como pertencentes aos Qing pelo Tratado de Nerchinsk de 1689, mas cedidos ao Império Russo devido à Anexação de Amur, estabelecida pelos tratados desiguais do Tratado de Aigun de 1858 e pela Convenção de Pequim de 1860.
Embora a República Popular da China tenha questionado indiretamente a legitimidade desses tratados na década de 1960, acordos recentes, como o Tratado de Amizade Sino-Russo de 2001, reafirmaram o status quo atual. Mesmo assim, houve uma pequena troca territorial em 2004, no encontro dos rios Amur e Ussuri.
Em algumas definições mais amplas da Grande Manchúria, a inclusão da Ilha Sacalina é considerada. Embora não seja mencionada nos tratados, mapas chineses, japoneses, russos e franceses da época indicam a ilha como território Qing (apesar de não haver fontes específicas para corroborar isso). A bacia de drenagem do rio Amur, estendendo-se a leste em direção à Mongólia, corresponde aproximadamente à área geográfica das terras históricas do povo manchu. O limite norte da região era demarcado por cadeias montanhosas.